# Jean-Sébastien Boies
Jean-Sébastien Boies est né le 9 novembre 1971. Il est un musicien professionnel ayant participé au groupe Projet Orange. Il est le co-fondateur et propriétaire de l'école de musique Amplisson. 

## Biographie

### Début
Jean-Sébastien Boies est issu d’une famille où la musique occupe une place centrale, il est toujours bercé par cet art, ce qui influence son parcours et sa passion pour la création musicale. Au début des années 1990, Jean-Sébastien fait partie de Monopode, un groupe bien établi dans la scène musicale étudiante de l’Université Laval. Monopode est alors en plein essor, ayant sorti leur album La Légende. En 1995, après le départ du bassiste de Monopode, Jean-Sébastien Boies fait appel à Louis Lalancette, un musicien avec qui il développe une bonne complicité. Ce changement marque un tournant décisif pour Boies, qui décide alors de s'associer avec Lalancette afin de créer un projet parallèle à Monopode.

### Projet Orange
À la création de Projet Orange par Jean-Sébastien Boies (guitariste et claviériste) et Louis Lalancette (bassiste), le groupe se réunit régulièrement dans un local de l’Université Laval, où ils commencent à composer et à jouer de la musique ensemble. Le projet n’a, à l'origine, aucune intention professionnelle; il s'agit simplement de partager le plaisir de la musique entre amis. Jean-Christophe Boies, le frère de Jean-Sébastien, se joint également à cette initiative, et prend progressivement la place de chanteur au sein du groupe, ce qui marque une étape importante dans l'évolution musicale du projet.
Le groupe expérimente de nouveaux morceaux et les premiers enregistrements de Jean-Christophe Boies à la voix sont perçus comme une véritable révélation. La qualité des compositions et le potentiel du groupe deviennent rapidement évidents.
En 1995, Pat Guertin, un ami de Jean-Sébastien, installe un studio d'enregistrement à domicile et enregistre les premières démos officielles du groupe. Guertin, convaincu du potentiel du groupe, décide de faire écouter ces démos à des professionnels. Il emmène ainsi le disque dans une station de radio locale pour en assurer le mixage. Par la suite, les démos arrivent entre les mains d’un gérant d’artiste basé à Montréal, qui est alors en quête de nouveaux talents à prendre sous son aile. Par erreur, ce gérant ajoute les démos de Projet Orange à sa pile de disques qu’il écoute habituellement chez lui. Parmi tous les disques qu’il écoute, c’est celui du groupe des frères Boies qui retient son attention. Le gérant décide alors de signer le groupe avec Avalanche Production, marquant ainsi le début de leur collaboration professionnelle. En 1998, Projet Orange se fait connaître en remportant les concours Pro-Scène et L'Empire des futures stars. Signé chez BMG, le groupe sort un premier album en 2000, porté par les chansons Mystère Aérosol, S'étend l'amer et La Pomme, dont le clip est récompensé aux Much Music Video Music Awards 2001.
En 2001, ils composent De héros à zéro pour une campagne de la SAAQ, qui connaît un grand succès.
En 2002, au sommet de la popularité de Projet Orange, Jean-Sébastien Boies contracte une maladie du sang qui force le groupe à prendre une pause. Une permission médicale lui permet de jouer un concert acoustique aux Îles-de-la-Madeleine où il apprend sa guérison à la suite de l'appel de son médecin. Peu après, le groupe revient avec un deuxième album en anglais, qui connaît du succès au Canada.
En 2007, en plein travail sur un troisième album, des tensions entre les frères Boies mènent à la séparation du groupe, marquant ainsi la fin de Projet Orange.

### Amplisson
Alors que la compagne de Jean-Sébastien Boies enseigne au primaire, il rejoint la même école comme éducateur spécialisé. À la demande du directeur, un ami d’enfance, il crée un programme de musique parascolaire. Peu inspiré au départ, il découvre les films School of Rock et Les Choristes, où la musique devient un moteur d’accomplissement pour les jeunes. Inspiré, il fonde Amplisson, un programme favorisant l’éveil musical et l’épanouissement des élèves.
En 2010, Jean-Sébastien Boies fonde l'école de musique rock Amplisson en compagnie de Frédéric Gagnon. Le projet débute d'abord sous la forme d'une activité parascolaire aux écoles primaires de l'Arc-en-ciel et de l'Aventure à Loretteville. L'idée d'Amplisson est de faire vivre aux jeunes l'expérience d'être un musicien dans un groupe de musique rock en leur apprenant diverses chansons, en enregistrant ces chansons en studio et en les jouant en spectacle. Le projet devient rapidement très populaire et Amplisson s'établi dans ses propres locaux afin d'offrir ses activités à l'ensemble des élèves de la Commission scolaire de la capitale (désormais le Centre de services scolaire de la Capitale). Cela permet aussi la création de groupes d'adultes au sein de l'école.
En plus d'utiliser des méthodes innovantes en matière de création de chanson, la formule d'enseignement d'Amplisson fait l'objet d'une série documentaire diffusée sur les ondes de ICI ARTV intitulé «Rock la vie». L'émission suit l'évolution d'un des groupes d'Amplisson et leurs professeurs sur une année scolaire.

### Andersen's Missing Bell
Jean-Sébastien est membre du groupe du groupe Andersen's Missing Bell, un groupe de musique rock alternatif originaire de la ville de Québec fondé par Kevin Michaud. Ils ont à leur actif deux albums, Old & bored et Maybe it's just a phase.,

## Discographie
- La Légende, Monopode, 1995[18]
- Projet Orange, Projet Orange, 2001[19]
- Mégaphobe, Projet Orange, 2004[20]
- Old & bored, Andersen's Missing Bell, 2020[16]
- Maybe it's just a phase, Andersen's Missing Bell, 2024[17]

## Distinctions
- Gagnant du concours Pro-scène avec Projet Orange, 1998[5]
- Gagnant du concours l'Empire des futures stars avec Projet Orange, 1998[5]
- Nomination au Gala de l'ADISQ dans la catégorie «Album de l'année - Rock alternatif» avec l'album Projet Orange, 2001[21]
- Meilleur vidéoclip francophone pour La Pomme de Projet Orange au iHeartRadio Much Music Video Awards, 2001[6]
- Mur des célébrités, école secondaire La Camaradière[22]